# Fermate il matrimonio!
Fermate il matrimonio! (Stop the wedding) è un film Televisivo del 2016 diretto da Anne Wheeler e distribuito da Hallmark Channel.

## Trama
Anna Colton, avvocato molto concentrata sul lavoro, viene a sapere che la zia Belle ha accettato di sposare un attore divorziato, l'attore Sean Castleberry, in seguito a una storia d'amore vorticosa. Anna è determinata a impedire che il matrimonio si svolga. A unirsi al suo impegno è il bel figlio di Sean, il chirurgo di successo Dr. Clay Castleberry, e la coppia lavora per annullare le nozze, nonostante la loro comune avversione l'una dell'altra. Frustrati dagli sforzi dei loro giovani parenti, Belle e Sean vanno in fuga da Las Vegas per celebrare il loro matrimonio. Rammaricandosi del loro precedente egoismo, Anna e Clay si precipitano a unirsi ai membri della loro famiglia per celebrare il loro matrimonio, sviluppando i propri sentimenti romantici l'una per l'altro lungo la strada. Tuttavia, un malinteso porta Clay a rinunciare ai piani per partecipare al matrimonio e torna a casa, lasciando Anna a cercare disperatamente di risolvere i loro problemi. Dopo che Anna va all'aeroporto per impedire che Clay parta, lui la segue fuori dall'aeroporto e si baciano e partecipano al matrimonio a sostegno di sua zia.
Alla fine Anna e Clay decidono di sposarsi con i loro amici e parenti.